# Tulpa - Perdizioni mortali
Tulpa - Perdizioni mortali è un film del 2013 scritto e diretto da Federico Zampaglione.
Il film è interpretato da Claudia Gerini, Michele Placido, Federica Vincenti, Ivan Franek, Michela Cescon, Crisula Stafida e Nuot Arquint.

## Trama
Due amanti stanno per consumare un rapporto sadomaso; dopo aver legato la donna, l'uomo, mentre si accinge ad assumere una dose di cocaina, viene assassinato da un misterioso individuo, che gli mutila i genitali dopo averlo brutalmente pugnalato alla gola.
Lisa Boeri è una donna single con una segretissima doppia vita: se di giorno è una donna in carriera che lavora presso una grossa azienda e dalla vita sentimentale molto poco entusiasmante, la notte è un'assidua frequentatrice del club privé Tulpa, di proprietà del misterioso guru Kiran, dove le fantasie più spinte e trasgressive dei clienti diventano realtà. Unica conoscenza al di fuori dell'ambiente lavorativo, dove riceve frequenti attenzioni da parte del suo capo Roccaforte, è la sua amica Giovanna. Una notte, fuori dal Tulpa, viene avvicinata da un uomo con cui aveva avuto un rapporto a tre insieme a un'altra donna; l'uomo si presenta come Stefan, confidandole che, nonostante fosse vietato dalle regole del Tulpa il conoscere i membri del locale al di fuori dello stesso, intendeva dirle che era stato molto bene con lei. A uno a uno i focosi amanti con cui Lisa condivide le sue notti di passione e trasgressione nel Tulpa iniziano a morire in modi sempre più crudeli, uccisi dalla stessa figura misteriosa che aveva assassinato l'uomo all'inizio del film. Durante una tesa riunione aziendale il suo capo Roccaforte annuncia di esser stato indagato per frode in borsa e infuriato dice di sospettare che la soffiata alla polizia sia arrivata proprio da uno dei membri dell'azienda presenti in quel momento.
Mentre Lisa legge sul giornale l'articolo riguardante l'indagine a carico di Roccaforte, scopre da un altro trafiletto accanto degli omicidi rituali dei suoi amanti, due donne e un uomo, che riconosce istantaneamente. Si sente male e corre al bagno, soccorsa successivamente dai colleghi Ferri e Marla, che sospettano avesse finto il malessere per tirarsi fuori dalla scomoda situazione creatasi durante l'assemblea e rinfacciandole che, in seguito ai problemi giudiziari di Roccaforte, secondo loro lei ne sarebbe uscita senza problemi in quanto sospettavano avesse una relazione sessuale con il suo capo. Lisa corre al Tulpa e si confronta con Kiran riguardo a questi omicidi, decisa a scoprire il cognome di Stefan, con il fine di salvarlo da quella catena di delitti. Kiran tuttavia è irremovibile, ricordandole il regolamento del Tulpa riguardo al divieto totale di conoscere l'identità delle altre persone con cui si consumano rapporti. Di nascosto Lisa si intrufola nella camera di Kiran dove riesce a scoprire l'identità completa di Stefan, ma attira l'attenzione della persona a guardia del locale. Riesce a fuggire dal guardiano, venendo tuttavia scoperta da Marla, che l'aveva seguita e che le scatta fotografie per poi inviarle a Ferri. Tuttavia Marla viene narcotizzata dal misterioso killer, che le recide le vene facendo passare ufficialmente l'assassinio come suicidio. Il giorno dopo Lisa viene avvicinata da Stefan, che le dà un appuntamento per parlare di quanto sta avvenendo all'interno del Tulpa, ma viene chiamata dal suo capo che la informa della strana morte di Marla e implicitamente la accusa del tragico avvenimento, dato che era stata vista litigare con la collega. Lo stesso Ferri le dice che prima del presunto suicidio Marla aveva inviato le foto che testimoniavano la sua presenza nel Tulpa, ma Lisa ricatta a sua volta Ferri dicendogli che, se fossero uscite quelle foto, avrebbe rivelato alla polizia di alcuni investimenti non proprio limpidi che aveva fatto lo stesso Ferri. La stessa sera, tuttavia, anche Ferri giunge tra le grinfie dell'assassino ed è da lui legato, ferito nel viso e chiuso in una cassa con dei topi che iniziano a rosicchiargli lentamente le carni maciullate. Lisa è nel più completo panico e, distrutta dallo stress, ma Stefan la avverte della presenza dell'assassino dentro la casa poco prima che una misteriosa figura fuoriesca dall'ombra della stanza,  L'amica l'accusa di averla vista nel Tulpa intenta in indicibili e perversi rapporti con persone che definisce "porci".

## Distribuzione
La pellicola è uscita nelle sale il 20 giugno 2013.